# Sadr (Rang)
Sadr (arabisch صدر; Plural Sudur صدور) ist ein arabisches Wort für Brust oder Vorderstück. Der osmanische Großwesir wurde als Sadr-ı Azam („breiteste Brust“) bezeichnet. Erst im ausgehenden 14. Jahrhundert wurde es im Osmanischen als Rangbezeichnung für hohe richterliche und religiöse Beamte, denen in Versammlungen die vorderen, also die Ehrenplätze, eingeräumt wurden, verwendet.
Meist wurden diese Beamten in der Mehrzahl als Klasse zusammengefasst. Aus dem Titel leiten sich auch zahlreiche Eigennamen ab, siehe dazu die Begriffsklärungsseite Sadr.